# Північно-Центральноазійська пустеля
Північно-Центральноазійська пустеля — екорегіон у складі біому пустелі і склерофітні чагарники, на території Казахстану та Узбекистану. Певні терени охороняються заповідниками, але багато площ деградують через перетворення на сільськогосподарські угіддя, надмірного випасу худоби та браконьєрство.

## Опис
Північно-Центральноазійська пустеля займає південь Казахстану та більшу частину Узбекистану. Цей екорегіон має типовий холодний пустельний клімат; Середні температури січня коливаються від -10° C до -15° C, тоді як середні температури липня коливаються від 24° C до 26° C. В середньому кількість опадів коливається від 100 мм — 150 мм/рік. Топографія цього екорегіону різноманітна:солончаки, такири, скелясті та піщані пустелі.

## Флора
Серед флори переважають чагарники та напівчагарники з різноманітними видами, пристосованими до різних типів ґрунтів. У глиняних пустелях зустрічаються Anabasis salsa, Salsola orientalis та Artemisia видів A. terrae albae, A. turanica та A. gurganica. У кам'янистих пустелях — Salsola arbusculae formis та Nanophyton erinaceum, на солончаках — напівчагарники Ceratoides papposa, Artemisia terrae albae ', var. massagetovii, A. santolina, A. songarica та чагарники Calligonum aphyllum, Ephedra lomatolepis, а також трави Agropyron fragile.

## Фауна
- Ссавці що зустрічаються в екорегіоні: вухатий їжак (Hemiechinus auritus), заєць толай (lepus tolai), різні види піщанок і тушканчиків, сайгак (Saiga tatarica), степовий тхір (Mustela eversmanni), джейран (Gazella subgutturosa), онагар (Equus hemionus) та ховрах (Spermophilus spp.).
- Птахи: кам'янки (Oenanthe isabellina, Oenanthe deserti), Sylvia nana, крук пустельний (Corvus ruficollis), Chlamydotis undulata, рябок чорночеревий (Pterocles orientalis), беркут (Aquila chrysaetos), степовий орел (Aquila rapax), стерв'ятник (Neophron percnopterus) та балабан (Falco cherrug).
- Плазуни: ящірки агама, Teratoscincus scincus rustamovi, Ophimorus chernovi, Eremias scripta pherganensis, Varanus griseus, Naja oxiana.
- Безхребетні: коники, жуки, метелики, терміти та мурахи.

## Природоохоронні території
- національний парк Алтин-Емель
- Барсакельмеський державний природний заповідник